# Lovina

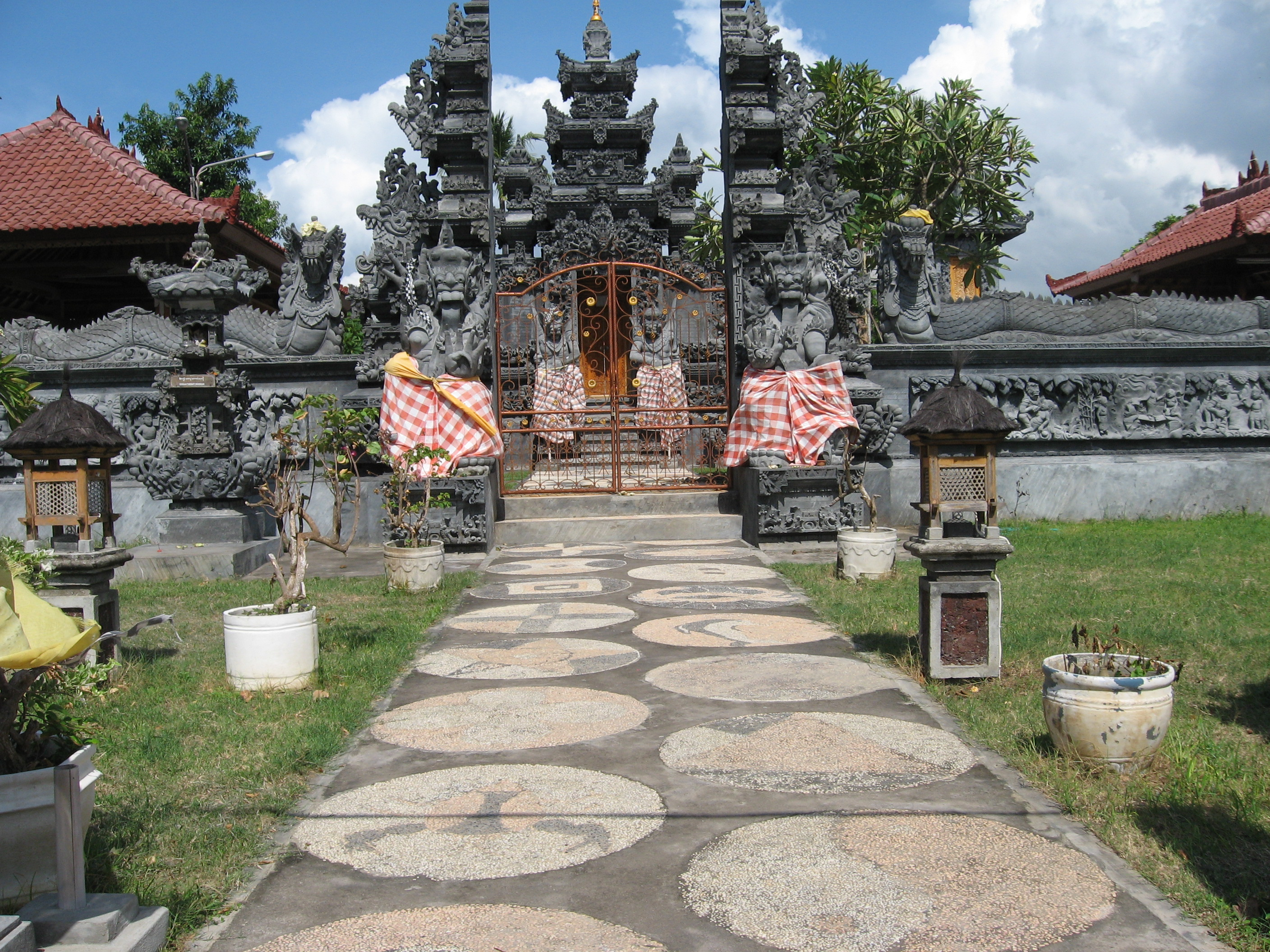
Tempel in Lovina

Lovina (englisch Lovina Beach, indonesisch Pantai Lovina) ist ein Badeort auf der Insel Bali in Indonesien. Er liegt im Norden der Insel im Kreis Buleleng, etwa acht Kilometer westlich der Kreishauptstadt Singaraja. Das indonesische Wort Pantai bedeutet „Strand“.